# ميليسا هولت
ميليسا هولت (بالإنجليزية: Melissa Holt) هي دراجة نيوزيلندية، ولدت في 11 ديسمبر 1976 في نيبيار في نيوزيلندا.

## وصلات خارجية
- ميليسا هولت على موقع الاتحاد الدولي للدراجات (الإنجليزية)
- ميليسا هولت على موقع أرشيف الدراجات (الإنجليزية)
- ميليسا هولت على موقع إحصائيات الدراجات الإحترافية (الإنجليزية)
- ميليسا هولت على موقع نسبة الدراجات (الإنجليزية)
- ميليسا هولت على موقع أوليمبيديا (الإنجليزية)
- ميليسا هولت على موقع اتحاد ألعاب الكومنولث (مؤرشف) (الإنجليزية)